# Alluvioni catastrofiche
In geomorfologia, un'alluvione catastrofica è un tipo di megaalluvione di elevatissima portata e molto rara nel tempo che comporta un improvviso rilascio di acqua.
Durante l'ultimo ritiro dei ghiacciai, numerose esondazioni di laghi glaciali (jökulhlaup) furono causate dal collasso di lastre di ghiaccio o di ghiacciai che formavano le dighe dei laghi proglaciali.
Si conoscono esempi di alluvioni catastrofiche antiche sia dal passato geologico della Terra, sia dalle evidenze geomorfologiche di Marte.
Corsi d'acqua posson formare bacini lacustri quando vengan bloccati da frane, lahar (fiumi di fango) e dighe vulcaniche il cui successivo collasso o rapida erosione posson produrre queste alluvioni, analogamente a quanto può accadere alle morene sospinte da ghiacciai successivamente fusi a formare bacini lacustri analoghi ai grandi laghi alpini..

## Definizione e classificazione
Le megaalluvioni sono paleoalluvioni che coinvolsero portate d'acqua maggiori di quelle registrate in epoca storica. Sono studiate attraverso i depositi sedimentari e la morfologia del terreno eroso che singole megaalluvioni hanno creato. Le alluvioni a noi note attraverso descrizioni storiche sono principalmente legate ad eventi meteorologici, come piogge intense, fusione rapida di accumuli di neve o loro combinazioni. Comunque, la ricerca geologica ha dimostrato che, nel passato geologico della Terra, sono avvenuti eventi molto più intensi.
Nel caso delle alluvioni catastrofiche, queste son tipicamente correlate al collasso di barriere che formano un lago. Ricadono nella seguente classificazione, in funzione del meccanismo responsabile:
- Collasso delle dighe glaciali che formano laghi proglaciali (lago Missoula).
- Erosione rapida, fusione di lastre di ghiaccio (jökulhlaup).
- Collasso di barriere di terra (frane o morene glaciali).
- Collasso di dighe vulcaniche create da flussi di lava, lahar o nubi piroclastiche.
- Tracimazione
  - Tracimazione di laghi
  - Tracimazione di un oceano sopra una barriera divisoria all'interno di un bacino endoreico (bacino chiuso da terre) (ad es., inondazione del bacino mediterraneo, o 'alluvione dello zancleano' ed inondazione del bacino del Mar Nero)[1].

Un esempio in scala minore sarebbe la frana di Pantai Remis.

## Esempi di alluvioni catastrofiche
Gli esempi, per i quali l'evidenza di ampi flussi d'acqua antichi è stata documentata o è in valutazione, includono:

### Il Mar Nero (circa 5.600 a.C.)

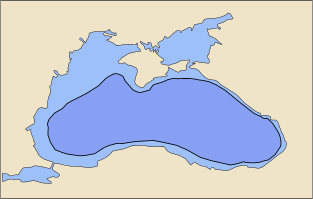
Il Mar Nero oggi (blu chiaro) e nel 5600 a.C. (blu scuro) secondo le teorie di Ryan e Pitman

Nel 1997, W.B. Ryan e W.C. Pitman hanno ipotizzato un improvviso innalzamento del livello del Mar Nero dovuto al riempimento del bacino contenente acqua dolce glaciale con acqua marina del Mar Egeo a seguito del cedimento per erosione rapida della barriera dello Stretto dei Dardanelli seguita al suo superamento causato dal progressivo innalzamento del livello oceanico. Questo evento è stato da loro descritto come "una corsa violenta di acqua salata in una depressione contenente un lago di acqua dolce in una singola catastrofe che è stata la fonte di ispirazione per la mitologia del diluvio universale".
Evidenze oggettive dell'evento sono l'erosione del fondale nello Stretto dei Dardanelli con trasporto di massi lapidei a velocità di molte decine di km/h (50÷60) ed evidenza della sua celerità (mesi) viene dall'identificazione dei carotaggi dei sedimenti prelevati in più zone -anche molto distanti tra loro - del fondale marino.
L'esodo verso la Mesopotamia a Sud delle popolazioni locali che ne seguì avrebbe causato tensioni di grande impatto storico tuttora oggetto di approfondimenti.

### Il Mar Caspio e il Mar Nero (circa 16.000 anni fa)
Una teoria proposta da Andrey Tchepalyga dell'Accademia russa delle scienze data un primo allagamento del bacino del Mar Nero a un tempo anteriore e per una diversa causa. Secondo Tchepalyga, il riscaldamento globale, che iniziò a partire da circa il 14.000 a.C., causò la fusione dello strato di ghiaccio scandinavo (glaciazione weichseliana, in Scandinavia), producendo massicci scarichi fluviali che fluirono nel Mar Caspio, incrementandone il livello fino a oltre 50 m sopra il livello attuale. L'innalzamento fu estremamente rapido e le acque fluirono dalla costa nordoccidentale del bacino del Caspio attraverso la depressione di Kuma-Manych e lo stretto di Kerč', fino all'attuale costa orientale del Mar di Azov, nell'antico bacino del Mar Nero.
Verso la fine del Pleistocene, questo flusso avrebbe innalzato il livello del Mar Nero di circa 60–70 m, cioè circa 20 m sotto l'attuale livello, allagando ampie aree che in precedenza erano disponibili per l'insediamento o per la caccia.
Tchepalyga suggerisce che sia stato questo l'evento che abbia potuto costituire la base per le leggende del grande diluvio universale.

### Alluvione della Manica (circa 400.000 anni fa)
In origine, in corrispondenza dello Stretto di Dover vi era un istmo. Durante un massimo glaciale precedente, lo scarico del Mare del Nord era bloccato da una diga di ghiaccio e le acque dei fiumi, che vi si dirigevano, confluivano in un ampio lago glaciale di acqua dolce sul letto di quello che è ora il Mare del Nord.
Una cresta di gesso che si innalzava dolcemente e collegava il Weald del Kent e l'Artois, forse alta circa 30 metri sopra l'attuale livello del mare, conteneva il lago glaciale presso lo Stretto di Dover.
A un certo momento, e sembra per più di una volta, la barriera cedette o un'erosione accelerata fu causata dalla tracimazione per aumento del livello dell'acqua del lago, producendo un'alluvione catastrofica che deviò permanentemente il Reno nella Manica, sostituendo l'istmo di Dover con uno spartiacque molto più basso, che andava dall'Anglia orientale verso est e quindi verso sudest fino a Hoek van Holland e (come all'attuale livello del mare) separava la Gran Bretagna dal continente europeo; uno studio a mezzo sonar del fondale marino della Manica pubblicato in Nature, luglio 2007,, ha rivelato la scoperta di evidenze sicure di una megaalluvione sul fondale marino della Manica: canali profondamente erosi e caratteristiche incisioni sono le rimanenze di isole assottigliate tra profondi canali scavati dove il collasso avvenne.

### Alluvioni catastrofiche da laghi glaciali in Nord America (da 15.000 a 8.000 anni fa)
In Nord America, durante il culmine dell'era glaciale, i Grandi Laghi come li consociamo oggi non esistevano ancora; si formavano e si spostavano, invece, dei laghi "proglaciali" (sulla linea di fronte del ghiacciaio). Questi laghi insistevano sulle aree dei laghi moderni, ma il deflusso delle loro acque a volte avveniva verso sud, nel sistema fluviale del Mississippi, a volte verso nord nell'Oceano Artico e altre volte verso est nell'Oceano Atlantico. Il più famoso tra questi laghi proglaciali era il lago Agassiz. Al collassare degli sbarramenti di ghiaccio, dal lago Agassiz si originò una serie di grandi alluvioni, con l'adduzione d'acqua dolce agli oceani a ondate successive.
Anche le alluvioni di Missoula dello stato di Washington furono causate dalla rottura di dighe di ghiaccio, che generarono come conseguenza le strutture delle Channeled Scablands.
Il lago Bonneville esondò in maniera catastrofica durante il Pleistocene, nel 12.500 a.C. circa (Gilbert, 1890), producendo l'alluvione di Bonneville, causata dal suo svuotamento rapido causato dall'erosione veloce per dilavamento della soglia composta da due conoidi di deiezione opposte che avevano bloccato una gola.
Il lago Bonneville non era un lago glaciale, ma la variazione climatica post-glaciazione ne determinò l'incremento di livello e la successiva tracimazione.
L'ultimo dei laghi proglaciali nordamericani, a nord degli attuali Grandi Laghi, è stato chiamato lago glaciale Ojibway dai geologi. Raggiunse il suo massimo volume attorno al 6.500 a.C., quando si congiunse con il lago Agassiz. Ma il suo emissario era bloccato dal grande muro di ghiacciai e quindi drenava attraverso tributari nei fiumi Ottawa e San Lorenzo parecchio più a sud.
Tra il 6.300 e il 5.700 a.C. circa, la diga di ghiaccio all'estremità meridionale della Baia di Hudson, fondendosi, si restrinse al punto che la pressione delle acque subdotte infiltratesi alla base dei ghiacci poté staccarveli favorendo un loro più rapido movimento fino al punto di farne collassare la barriera.
Le terrazze sabbiose del lago Ojibway dimostrano come il livello del lago si trovasse a 250 m sopra livello del mare ed avesse un volume di circa 163.000 km3, più che sufficiente a ricoprire di acqua per uno spessore di 10 m una superficie pari a quella dell'Antartide. Nel giro di pochi mesi questa massa idrica s'aggiunse a quella degli oceani.
I tempi dettagliati e le velocità di cambiamento dopo che incominciò la fusione delle grandi lastre di ghiaccio sono tuttora oggetto di studi.
C'è, infine, una forte possibilità che una variazione climatica globale in un tempo geologico recente abbia prodotto in molte altre aree diluvi estesi.
Grazie al carotaggio del ghiaccio in Groenlandia, sta aumentando l'evidenza che il passaggio da un'era glaciale a un periodo interglaciale possa richiedere soltanto alcuni mesi soltanto, piuttosto che dei secoli come le precedenti ricerche suggerivano.

### Il riempimento del Mar Mediterraneo (5,3 milioni di anni fa)
Un'alluvione catastrofica riempì il Mar Mediterraneo 5,3 milioni di anni fa, al principio dell'era dello zancleano, la quale terminò con la crisi di salinità del Messiniano.
L'alluvione si verificò quando le acque dell'Oceano Atlantico si aprirono un passaggio attraverso lo Stretto di Gibilterra verso il bacino del Mediterraneo ormai secco, a seguito della crisi di salinità del Messiniano, nel corso della quale il Mediterraneo divenne secco e si riallagò ripetutamente (questi fenomeni, per consenso generale, sono datati a prima della comparsa dell'uomo moderno).
Il Mediterraneo non divenne secco durante il più recente massimo glaciale. Si ritiene che il livello del mare durante i periodi glaciali del Pleistocene sia sceso solo di circa 110–120 m.
Al contrario, la profondità dello Stretto di Gibilterra, dove le acque dell'Oceano Atlantico entrano nel Mediterraneo, varia tra 300 e 900 m.